# 基因剪切位點突變
基因剪切位點突變（英語：Splice site mutation）是一種發生於核苷酸特定位點的遗传突變。這些突變包括插入、删除或序列的改變，影響了RNA剪接處，並可能導致產生的蛋白质失去功能。

## 臨床意義

### 侏儒症併肌肉、肝、腦、眼異常
侏儒症併肌肉、肝、腦、眼異常（Mulibrey nanism）是一種表現為先天性生長障礙的罕見常染色體隱性遺傳病，可以波及身體內多個器官，最初於1970年在芬蘭首次報道。目前已有TRIM 37基因剪接位點突變導致此疾病的報道。例如在芬蘭患者中檢出TRIM37基因剪接區IVS6-2A＞G變異、在土耳其患者中發現TRIM37基因IVS9-1G＞A純合變異，以及在澳洲患者中發現TRIM37基因IVS10-1G＞A與c.326G＞C（p.Cys109Ser）復合雜合變異。